# Polymixia
Polymixia är ett släkte av fiskar. Polymixia är enda släktet i familjen Polymixiidae samt i ordningen Polymixiiformes.
Arter enligt Catalogue of Life:
- Polymixia berndti
- Polymixia busakhini
- Polymixia fusca
- Polymixia japonica
- Polymixia longispina
- Polymixia lowei
- Polymixia nobilis
- Polymixia salagomeziensis
- Polymixia sazonovi
- Polymixia yuri